# Pacific Highway

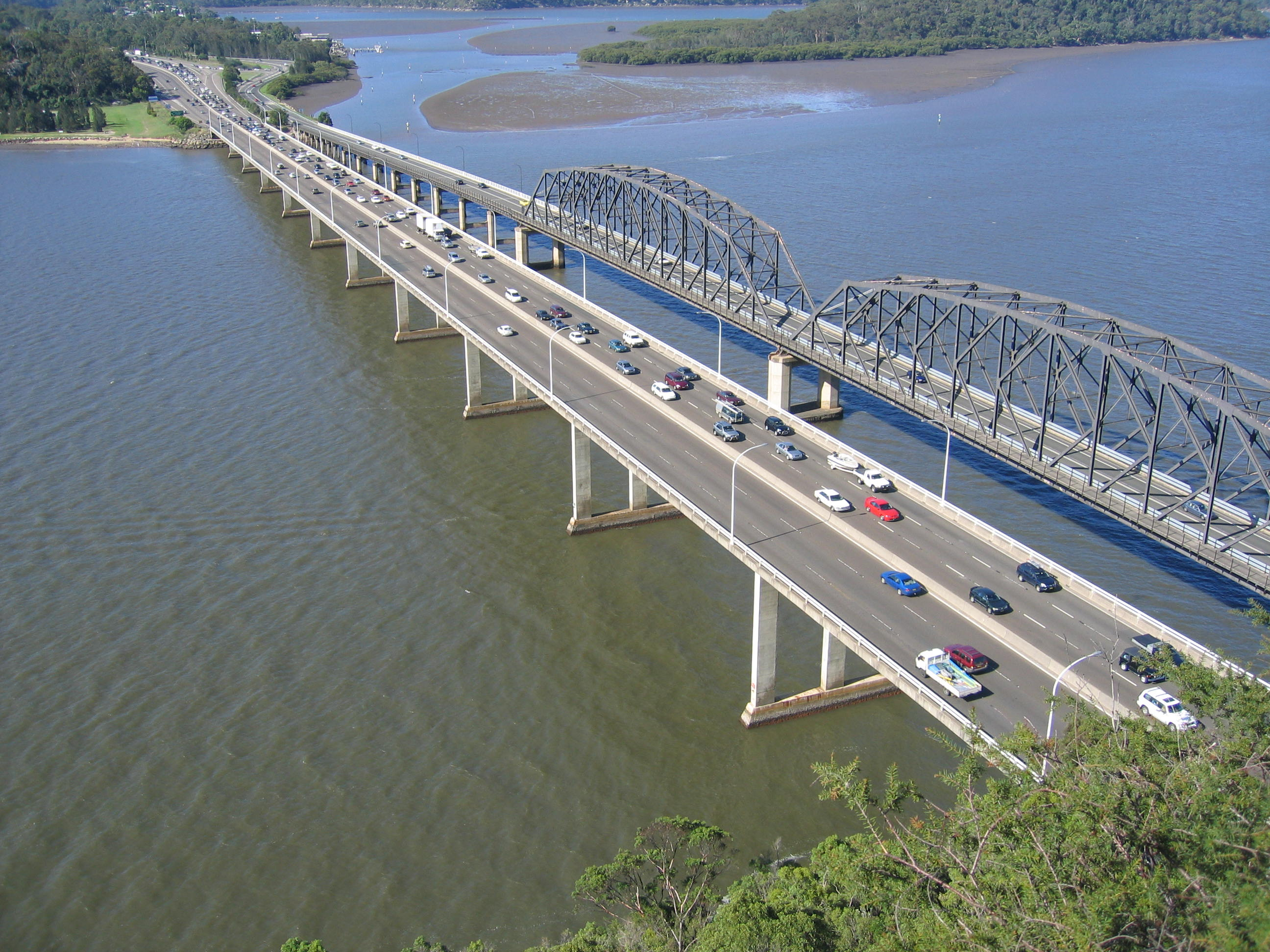

Pacific Highway är en motorväg i Australien som går i 960 km längs kusten mellan städerna Sydney och Brisbane. Idag har vissa sträckor bara två filer med bristande säkerhet, men hela sträckan håller på att byggas om till fyrfilig motorväg med högre standard.